# Nguyễn Phúc Miên Thân
Nguyễn Phúc Miên Thân (chữ Hán: 阮福綿寴; 20 tháng 7 năm 1837 – 17 tháng 8 năm 1875), tự là Trọng Chí, hiệu là Trúc Viên, tước phong Phù Cát Quận công (符吉郡公), là một hoàng tử con vua Minh Mạng nhà Nguyễn trong lịch sử Việt Nam.

## Tiểu sử
Hoàng tử Miên Thân sinh ngày 18 tháng 6 (âm lịch) năm Đinh Dậu (1837), là con trai thứ 74 của vua Minh Mạng, mẹ là Ngũ giai Hòa tần Nguyễn Thị Khuê. Miên Thân là người con thứ tám của bà Hoà tần. Khi còn là hoàng tử, ông là người có học hạnh.
Năm Minh Mạng thứ 21 (1840), vua cho đúc các con thú bằng vàng để ban thưởng cho các hoàng thân anh em, các hoàng tử công và hoàng tử chưa được phong tước. Hoàng tử Miên Thân được ban cho một con hổ bằng vàng nặng 5 lạng 6 đồng cân.
Năm Tự Đức thứ 5 (1852), Miên Thân được sách phong làm Phù Cát Quận công (符吉郡公).
Năm Tự Đức thứ 28, Ất Hợi (1875), ngày 17 tháng 7 (âm lịch), quận công Miên Thân qua đời, hưởng dương 39 tuổi, thụy là Cung Lượng (恭亮). Mộ của ông được táng tại Nguyệt Biều (nay tọa lạc trên đường Huyền Trân Công Chúa, thuộc địa phận phường Thủy Biều, Huế), còn phủ thờ dựng ở Bao Vinh (thuộc Hương Trà, Huế).
Quận công Miên Thân có bốn con trai và sáu con gái. Ông được ban cho bộ chữ Vi (韋) để đặt tên cho các con cháu trong phòng. Con trai thứ ba của ông là công tử Hồng Trạch, con của vợ thứ, được tập phong làm Kỳ ngoại hầu (畿外侯).